# 哈爾科夫州
哈爾科夫州，或按烏克蘭語音譯為哈爾基夫州（羅馬化：Kharkivska oblast），港譯夏爾奇夫州，是烏克蘭東部的一個州，北界俄羅斯，东部是卢甘斯克州，东南部接顿涅茨克州，西南部邻聶伯彼得羅夫斯克州，西部和西北部分别是波尔塔瓦州和苏梅州。面積31,400平方公里，相当于乌克兰总面积的5.2％，該州是乌克兰人口第三多的州，2021年估計人口2,633,834，其中一半以上（150万人）居住在州首府哈尔科夫市，該市是乌克兰第二大城市，曾是蘇聯烏克蘭蘇維埃社會主義共和國的首都。
俄语主要通行在哈尔科夫的城市里，而在本州其他地方大多数居民说乌克兰语。

## 历史
在1923年至1929年的苏联行政改革期间，于1925年废除了哈尔科夫省，分成五个区（окру́га）：杜克泰米亚（原为Bohodukhiv）、盖辛、库比扬斯克、苏米和哈尔科夫。这样的区划在1923年苏联时期开始实施，而类似的划分早在1918年时乌克兰就有。1930年，所有的旧区（окру́га）都被废除，而新的名称区（烏克蘭語：район）成为乌克兰的第一级行政区划单位，直到1932年。
现在的哈尔科夫州成立于1932年2月27日。1932年夏天，哈尔科夫州的一些地区划至新成立的顿涅茨克州。然后在秋天，哈尔科夫州的一些地区用来创建切爾尼戈夫州。1937年秋季，部分地区划至波尔塔瓦州。1939年冬季，部分地区划至苏梅州。
在乌克兰大饥荒期间，哈尔科夫州和基辅州的居民受害最大。在第二次世界大战期间，该地区在1941年至1943年间发生了数次哈尔科夫战役中的重大战斗。
在1991公投中，哈尔科夫州的选票中有86.33％的票赞成乌克兰独立宣言。基辅国际社会学研究所2014年12月进行的一项民调表示，该州有4.2％的人口支持本州加入俄罗斯，有71.5％的人不支持这一想法，其余的人则不确定或没有回应。

### 2022年俄罗斯入侵乌克兰
在2022年俄罗斯入侵乌克兰期间，俄罗斯军队攻入并占领过哈尔科夫州的部分地区，並曾攻入哈尔科夫，一度超過三分之一土地淪陷。但烏克蘭方面在9月初發起反攻並成功奪回哈爾科夫州大部分土地。9月11日，俄罗斯联邦国防部宣布俄軍從哈爾科夫州奧斯基爾河以西的領土撤退。10月3日，俄軍從剩餘的俄佔哈爾科夫州領土撤出。

## 行政区划

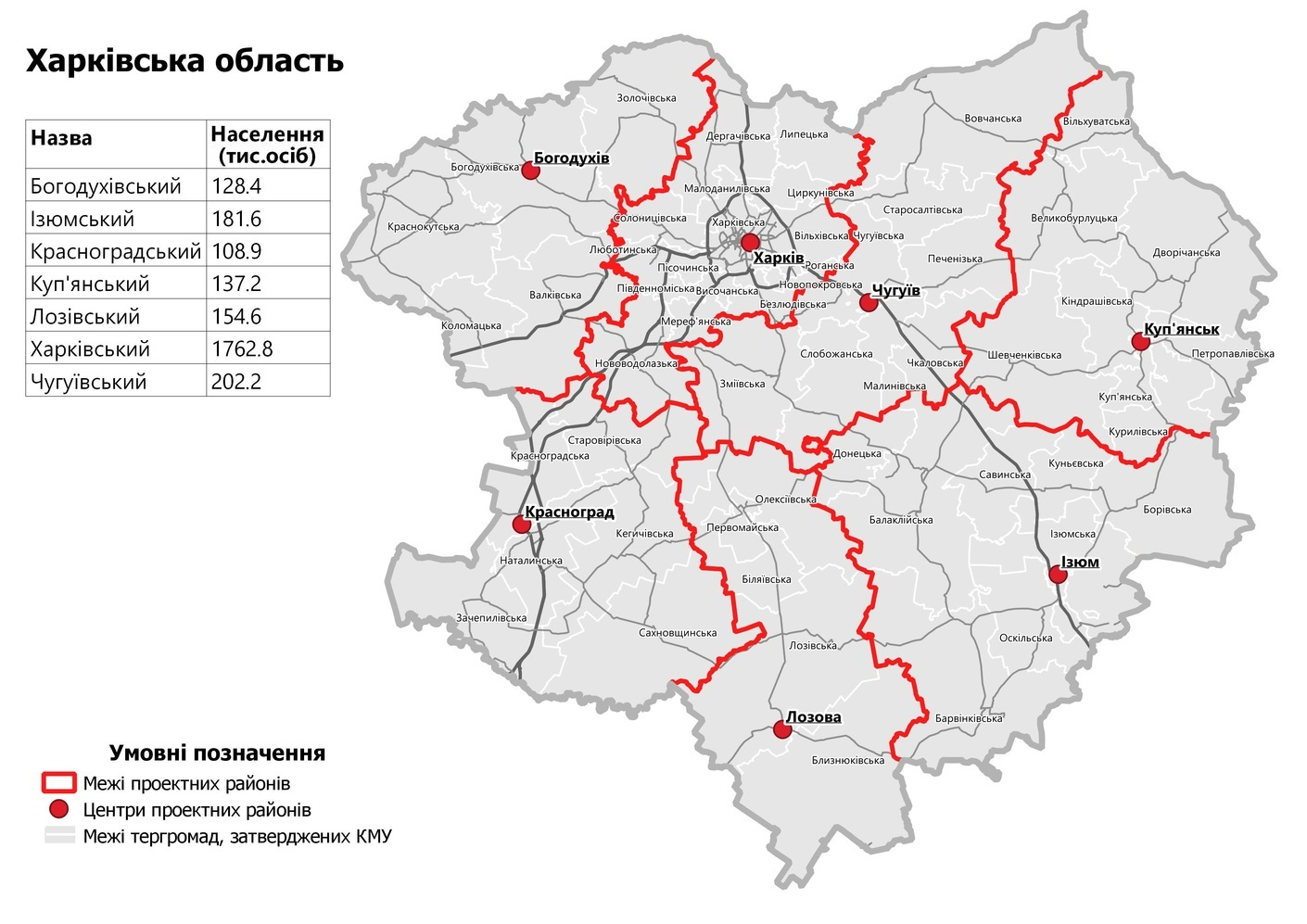
哈尔科夫州的区份划分图

哈尔科夫州在行政上划分为7个区。在2020年的行政区划改革前，哈尔科夫州有25个区，以及7个在区之外直属于州的城市。
| 区份             | 乌克兰语名称 | 面积 (km2) | 人口数量 (2021年) | 行政中心       |
| ---------------- | ------------ | ---------- | ----------------- | -------------- |
| 博霍杜希夫區     |              | 1,160      | 124,936           | 博霍杜希夫     |
| 丘胡伊夫区       |              | 1,149      | 197,695           | 丘胡伊夫       |
| 伊久姆區         |              | 1,553      | 175,986           | 伊久姆         |
| 哈爾科夫區       |              | 1,403      | 1,745,734         | 哈爾科夫       |
| 克拉斯諾赫拉德區 |              | 9,851      | 105,948           | 克拉斯諾赫拉德 |
| 庫皮揚斯克區     |              | 4,618      | 133,135           | 库皮扬斯克     |
| 洛佐瓦區         |              | 1,404      | 150,400           | 洛佐瓦         |